# Hydrofluorolefine

Strukturformel von 1,3,3,3-Tetrafluorpropen (HFO-1234ze)

Hydrofluorolefine (HFO) sind ungesättigte organische Verbindungen aus Wasserstoff, Fluor und Kohlenstoff. Diese Organofluorverbindungen sind als Kältemittel von Interesse. Im Gegensatz zu den traditionellen gesättigten Fluorkohlenwasserstoffen (FKW) und Fluorchlorkohlenwasserstoffen (FCKW) sind HFO Alkene (Olefine). Sie werden ähnlich eingesetzt wie die strukturell verwandten Hydrofluorether, bei denen es sich aber um perfluorierte Ether und nicht um Alkene  handelt.
HFO-Kältemittel werden in die Kategorien mit keinem Ozonabbaupotential und niedrigen Treibhauspotential eingestuft und sind somit eine klimaschonende und – allerdings nur hinsichtlich der Ozonschicht – umweltschonende Alternative zu FKW und FCKW.
HFO werden als Kältemittel der „vierten Generation“ mit einem Anteil von 0,1 % am Treibhauspotential von FKW entwickelt. Zu den derzeit verwendeten HFO gehören 2,3,3,3-Tetrafluorpropen (HFO-1234yf) und 1,3,3,3-Tetrafluorpropen (HFO-1234ze).
Die Produktion von HFO findet fast ausschließlich über klassische, halogenierte Kohlenwasserstoffe statt, deren direkte Anwendung als flüchtige Stoffe meist durch das Montreal-Protokoll verboten ist. Da sie nur der Synthese dienen, ist diese Produktionsweise jedoch möglich. Dabei geht man von der Freisetzung von 0,5 % der Stoffströme aus, so dass zwar HFO direkt nur eine geringe Schadwirkung auf die Umwelt haben, jedoch eine indirekte ozon- oder klimaschädliche Wirkung durch Verluste während des Produktionsprozesses vorliegen kann.
Relevante primäre Abbauprodukte von HFO wie HFO-1234yf bzw. HFO-1336mzz(z) sind Trifluoressigsäure (TFA) bzw. Carbonylfluorid. Bisher gilt, dass TFA kurzfristig durch Niederschlag ausgewaschen wird. TFA weist in dem Fall in der Umwelt teilweise eine phytotoxische Wirkung und eine extrem lange Lebensdauer in Oberflächengewässern auf. Doch es ist auch möglich, dass es länger in der Atmosphäre durch chemische Wechselwirkungsprozesse mit sogenannten Criegee Intermediates verweilt, was derzeit Gegenstand der aktuellen Forschung ist. Carbonylfluorid zerfällt weiter zu CO2 und HF.